# Robert H. Schuller
Robert Schuller Harold (Alton, 16 de setembro de 1926 – Artesia, 2 de abril de 2015) foi um autor, televangelista, pastor e palestrante estadunidense. Conhecido principalmente por seu programa semanal de televisão "Hour of Power" que começou em 1970. Foi também o fundador da Catedral de Cristal, em Garden Grove, Califórnia.

## Ministério

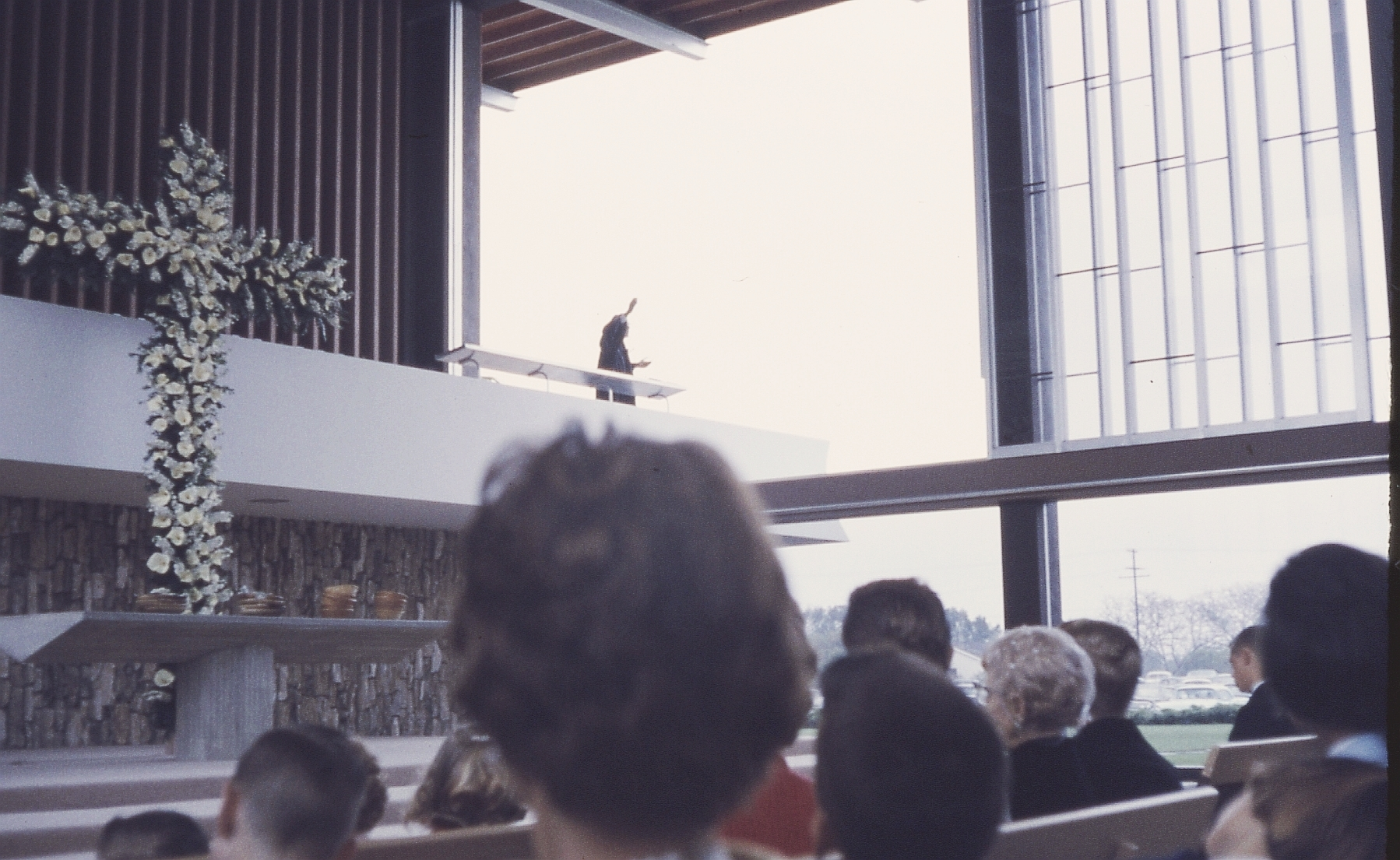
Interior da Catedral de Cristal

Schuller colocava ênfase nos aspectos positivos da fé cristã. Ele evitava condenar pessoas por causa do pecado, afirmava que Jesus "conheceu as necessidades antes de pregar crenças". No relacionamento com Deus, Schuller enfatizava que quando alguém semeia fé positiva e boas ações, irá descobrir que o resultado é a redução do pecado. Ele é conhecido por dizer que "o pecado é uma condição antes que seja uma ação", Schuller encorajava cristãos (e não cristãos) a conseguir grandes coisas através de Deus e de acreditar em seus sonhos.

## Livros
Schuller foi autor de 37 livros de capa dura, seis dos quais tornaram-se best-seller do The New York Times e da Publishers Weekly, entre eles:
- Way to the Good Life (1963)
- Move Ahead With Possibility Thinking (1967)
- Self-Love (1975)
- You Can Be the Person You Want to Be (1976)
- Bloom where you are planted (1978)
- Toughminded Faith for Tenderhearted People (1979), Thomas Nelson, ISBN 0-8407-5329-2
- Self-Esteem: The New Reformation (1982)
- Tough Times Never Last but Tough People Do (1983), Thomas Nelson ISBN 978-0-8407-5287-1
- The Power of Being Debt Free  (1985); Thomas Nelson Publishing, ISBN 0-8407-5461-2
- Living Positively One Day at a Time (1986)
- Success Is Never Ending, Failure Is Never Final (1990)
- Life's Not Fair, But God Is Good (1991)
- Prayer: My Soul's Adventure with God (1995), Doubleday ISBN 978-0-385-48505-0
- My Journey: From an Iowa Farm to a Cathedral of Dreams (2001)
- Hours of Power (2004)
- Don't Throw Away Tomorrow (2005)

## Morte
Robert H. Schuller faleceu em 2 de abril de 2015, aos 88 anos de idade, ele lutava desde 2013, contra um câncer do esôfago. O neto de Schuller, que foi líder da igreja fundada por ex-membros da congregação Catedral de Cristal, confirmou sua morte via Twitter, escrevendo:
"Meu avô Robert H. Schuller passou esta manhã para a vida eterna com Cristo."
- Este artigo foi inicialmente traduzido, total ou parcialmente, do artigo da Wikipédia em inglês cujo título é «Robert H. Schuller», especificamente desta versão.

1. ↑  «Dr. Robert H. Schuller». Crystal Cathedral Ministries. Consultado em 22 de novembro de 2014. Arquivado do original em 16 de outubro de 2012
2. ↑  «Diocese to retain Crystal Cathedral exterior». Catholic Online. 20 de novembro de 2011. Consultado em 22 de novembro de 2014. Arquivado do original em 24 de dezembro de 2011
3. ↑  "Televangelist and Crystal Cathedral founder Robert Schuller has died", Washington Post, 2 de abril de 2015.
4. ↑  Obituary in the Los Angeles Times, 2 de abril de 2015.
5. ↑  The Christian Post (2 de abril de 2015). «Rev Robert H. Schuller, Crystal Cathedral and 'Hour of Power' Founder, Has Died». CNN. Consultado em 2 de abril de 2015